# Unabhängige Bürger für Pforzheim
Die Unabhängigen Bürger (UB) sind ein in Pforzheim kommunalpolitisch aktiver und parteilos agierender eingetragener Verein, der seit 1994 im Pforzheimer Gemeinderat mit zwei Stadträten vertreten ist.

## Geschichte
UB wurde 1994 auf Initiative von Mitgliedern verschiedener Pforzheimer Bürgervereine gegründet. Bei den Kommunalwahlen 1994 erzielte die Liste auf Anhieb 5,4 % der Stimmen und erreichte somit zwei Mandate. Ein Ergebnis, das bei der Kommunalwahl 1999 trotz des Stimmenverlustes fast aller Gruppierungen außer der CDU auf 5,9 % verbessert werden konnte. ==
Bei der Gemeinderatswahl 2004 wurde das Ergebnis auf 6,2 Prozent (2 Mandate) gesteigert. Erstmals war es danach möglich, dass sich zwei parteilose Listen ohne Beteiligung einer Partei zu einer Fraktion zusammenschlossen. Die Fraktion trägt den Namen „Freie Wähler/Unabhängige Bürger-Fraktion“ (FW/UB). Nach einem Jahr schloss sich auch die dritte im Pforzheimer Gemeinderat vertretene parteifreie Liste (LBBH) mit einem Stadtrat der Fraktion an. Bei den Wahlen 2009 verteidigte UB mit 5,6 Prozent der Stimmen ihre zwei Mandate, wobei für Bernd Grimmer (heute AfD) Tobias Krammerbauer in den Gemeinderat gewählt wurde. Krammerbauer trat im März 2012 bei den Unabhängigen Bürgern aus.
Bei der Kommunalwahl 2014 holten die UB 4,4 Prozent und konnten erneut mit 2 Sitzen in den Gemeinderat einziehen. In der darauf folgenden Legislaturperiode zunächst mit der BürgerBeteiligungsHaushalt (LBBH) eine Fraktion. Jedoch trennten sich der Vertreter der LBBH 2016 von der Fraktion ab. Grund war die vermeintliche politischen Ansichten des erstmals für die UB eingezogenen Stadtrats Thomas Goßweiler. Bis zur Gemeinderatswahl 2019 führten die UB ihre Arbeit als Gruppierung innerhalb des Pforzheimer Gemeinderat fort.
Auch 2019 verloren die UB erneut Anteile bei der Gemeinderatswahl, allerdings traten auch zwei neue Listen erstmals an der Wahl an. Trotzdem konnten die UB ihre zwei Sitze behaupten. Erneut zogen Bernd Zilly (seit 1999) und Thomas Goßweiler (seit 2014) in den Pforzheimer Gemeinderat ein. Allerdings konnten die UB dabei ihren Anteil im Ortschaftsrat Eutingen ihren Anteil auf 36,5 Prozent (28 Prozent 2014) ausbauen und einen weiteren Sitz holen, und verfügen somit 6 anstelle von 5 Sitze. Infolgedessen wurde Thomas Goßweiler dort auch stellvertretender Ortsvorsteher. Im Gemeinderat der Stadt schlossen sich zunächst mit der FDP, den Freien Wählern (FW) und der Lister Eltern Deutschland (LED) eine Großfraktion mit insgesamt 10 Sitzen. Allerdings trat 2021 zunächst der Vertreter der LED aus, wodurch im Anschluss auch die Großfraktion selbst auseinanderbrach. Die UB bildeten danach mit den FW erneut eine Fraktion.
Im Februar 2022 verkündete der langjährige Stadtrat und Vorsitzende der UB Bernd Zilly seinen Rücktritt aus dem Gemeinderat zugunsten von Nicole Gaidetzka, welche die UB bereits seit 2018 im Jugendhilfeausschuss des Gemeinderats vertreten hatte, um einen Verjüngungsprozess innerhalb der UB voranzubringen.
Seit 2012 ist Michael Prange Regionalrat im Regionalverband Nordschwarzwald.

## Stadträte/Vorstand
Der Vorstand besteht aus dem ersten Vorsitzenden Stadtrat Bernd Zilly, zweiten Vorsitzenden und Stadträtin Nicole Gaidetzka, stv. Vorsitzender und Stadtrat Thomas Goßweiler, Waltraud Ehrismann (Schatzmeister).